# (27682) 1981 EC17
A (27682) 1981 EC17 a Naprendszer kisbolygóövében található aszteroida. Schelte J. Bus fedezte fel 1981. március 6-án.